# Phyllocolpa leucosticta
Phyllocolpa leucosticta är en stekelart som först beskrevs av Hartig 1837.  Phyllocolpa leucosticta ingår i släktet Phyllocolpa, och familjen bladsteklar. Arten är reproducerande i Sverige.